# کاجیوارا کاگه‌توکی
کاجیوارا کاگه‌توکی (به ژاپنی: 梶原 景時 Kajiwara Kagetoki); ۱ ژانویهٔ ۱۱۴۰ – ۶ فوریهٔ ۱۲۰۰) سامورایی و جاسوس میناموتو نو یوریتومو در جنگ گنپی اهل ژاپن بود. وی با خاندان تایرا جنگید. او به طمع و خیانت معروف شد. او یک جنگجوی برجسته بود و پس از نبرد یاشیما تعدادی کشتی به میناموتو نو یوشی‌تسونه عرضه کرد.

## زندگی
کاجیوارا که اصالتاً اهل ولایت سوروگا بود، در ابتدای ورود به جنگ گنپی و تحت رهبری اوبا کاگه‌چیکا وارد جنگ با خاندان میناموتو شد. پس از پیروزی خاندان تایرا در نبرد ایشی‌باشی‌یاما در سال ۱۱۸۱، او برای تعقیب میناموتو نو یوریتومو که در حال فرار فرستاده شد. سه سال بعد، کاجی‌وارا نیروهای میناموتو نو یوشیتسونه و یوریتومو را به نبرد علیه پسر عمویشان میناموتو نو یوشیناکا و علیه خاندان تایرا هدایت کرد.
کاجیوارا که به نیروی یوشیتسونه وابسته بود، به یوریتومو در مورد اعمال یوشیتسونه گزارش داد تا بدگمانی و بی‌اعتمادی یوریتومو نسبت به برادرش را تحریک یا افزون کند.

## مرگ
حادثه کاجیوارا کاگه‌توکی حادثه و یک مناقشه سیاسی در دوره شوگون‌سالاری کاماکورا بود که در اوایل دوره کاماکورا به وقوع پیوست و از ۱۵ نوامبر ۱۱۹۹ تا ۶ فوریه ۱۲۰۰ ادامه داشت، پس از مرگ اولین شوگون میناموتو نو یوریتومو، کاجیوارا کاگه‌توکی، معتمد او، استیضاح شد و با صدور کیفرخواست مشترک توسط ۶۶ ملازم، از مقام و قدرت برکنار شد و تمام خانواده‌اش کشته شدند. او اولین قربانی جنگ قدرت در شوگون سالاری کاماکورا بود که پس از مرگ یوریتومو آغاز شد.